# Vliegtuigontwerpbureau
Vliegtuigontwerpbureaus ontstonden in de Sovjet-Unie toen de bekende vliegtuigbouwers als Tupolev niet langer zelf vliegtuigen mochten bouwen. Vanaf dat moment kregen de vliegtuigontwerpbureaus een opdracht voor een te bouwen vliegtuig van de Sovjetregering. Het bureau dat hiervoor het beste ontwerp maakte mocht een prototype van het toestel bouwen, en daarmee was de taak van het vliegtuigontwerpbureau klaar.
Nadat het prototype was goedgekeurd door de regering werd de verdere serieproductie van het toestel uitbesteed aan een vliegtuigfabriek ver in de binnenlanden van de Sovjet-Unie, dit om de kwetsbare vliegtuigfabrieken te beschermen tegen een mogelijke militaire aanval tegen het Sovjet-Unie. Na het uiteenvallen van de Unie kwamen een aantal fabrieken in het buitenland te liggen, zoals de TAPiCH fabriek die in Oezbekistan ligt.

## Vliegtuigontwerpbureaus in de voormalige Sovjet-Unie
- AD-Y
- Antonov
- Archangelski
- Beriev
- Grigorovitsj
- Iljoesjin
- Kamov
- Lavotsjkin
- Mikojan[1] (Voorheen Mikoyan-Gurevich)
- Mil
- Mjasisjtsjev[2]
- Petljakov
- Polikarpov
- Soechoj[3]
- Toepolev
- Vedenejev
- Jakovlev[4]
- Jermolajev

- Verenigde Vliegtuigbouwcorporatie (Samenwerkingsverband tussen Mikojan, Soechoj, Iljoesjin, Tupolev en Jakovlev)

## Vliegtuigfabrieken in de voormalige Sovjet-Unie
- Aviastar-SP
- Kazan Helikopterfabriek (KHP)
- Kazan Luchtvaartfabriek vernoemd naar Gorbunov (KAPO)
- Kiev Aviation Plant
- Komsomolsk aan de Amoer Luchtvaartfabriek vernoemd naar Joeri Gagarin (KnAAPO)
- Luchtvaartfabriek 125 vernoemd naar I.V. Stalin
- Novosibirskse Vliegtuigproductiemaatschappij vernoemd naar V.P. Tsjkalov (NAPO)
- Omsk Luchtvaartfabriek Polyot
- Rostvertol
- Samara Vliegtuigproductiemaatschappij vernoemd naar Kliment Vorosjilov
- Taganrog Beriev Wetenschappelijk-Technisch Luchtvaartcomplex (TANTK)
- Tasjkent Vliegtuigproductiemaatschappij vernoemd naar Valeriy Chkalov (TAPiCH)
- Voronezh Vliegtuigfabriek (VASO)